# Rudolf Kempe
Pour les articles homonymes, voir Kempe.
Rudolf Kempe (né à Dresde le 14 juin 1910 - mort à Zurich le 12 mai 1976) est un chef d'orchestre allemand, spécialiste du répertoire post-romantique germano-autrichien (Richard Wagner, Anton Bruckner, Johannes Brahms et, plus encore, Richard Strauss).

## Biographie
Après des études musicales à Dresde, il débuta comme hautboïste à Dortmund, en 1928. De 1929 à 1936, il était premier hautboïste et pianiste de l'orchestre du Gewandhaus de Leipzig, où il entama sa carrière de chef à l'âge de 27 ans. Après la guerre, il dirigea comme chef principal et/ou directeur musical les orchestres de Dresde, Londres, Zurich et Munich ainsi que l'opéra de Munich, et fut fréquemment invité à New York, à Milan et au Festival de Bayreuth. À sa mort prématurée, ce fut Sergiu Celibidache qui lui succéda à la tête de la phalange bavaroise.

### Qualités d'exécution
Comme chef d'orchestre, Kempe était attaché au beau son, mais sans fétichisme. Toujours vigoureux, souvent brillant, jamais brouillon, c'était un chef d'orchestre dans la tradition allemande du Kapellmeister : respectueux du compositeur et de l'œuvre qu'il jouait derrière laquelle il s'effaçait avec le plus grand naturel. 
Avec Kempe, plus que « d'interprétation », il faut parler de « lecture » des œuvres qu'il jouait. Chef lyrique par excellence, il a progressivement renoncé à partir des années 1955 à prendre des responsabilités dans une grande maison d'opéra alors que le poste de directeur musical de Covent Garden lui était offert en 1955 par Sir David Webster. Il s'est alors tourné de plus en plus vers le concert. Pourtant, jusqu'à la fin de sa vie, on l'a retrouvé de temps à autre dans la fosse en quelques grandes occasions. Entre 1960 et 1967 à Bayreuth, à Covent Garden, en 1954-1955 au Metropolitan Opera, à Munich en 1966, aux Chorégies d'Orange en 1974 où il dirigea une Salomé d'anthologie avec Leonie Rysanek et Jon Vickers, et l'année suivante en 1975 dans La Walkyrie.
Sur l'enregistrement de Lohengrin de 1964 (EMI) : "...Mais l’homogénéité vocale est l’autre grande qualité de l’enregistrement de Kempe. Un classique du disque, indémodable".

## Discographie sélective
- Beethoven : l'intégrale des symphonies, Orchestre philharmonique de Munich (EMI)
- Hector Berlioz : Symphonie fantastique, Orchestre philharmonique de Vienne (EMI)
- Johannes Brahms : Un requiem allemand, Orchestre philharmonique de Berlin (EMI)
- Leoš Janáček : Messe glagolitique, Orchestre philharmonique royal (Decca)
- W. A. Mozart : Requiem, Orchestre philharmonique de Berlin (EMI)
- Bedřich Smetana : La Fiancée vendue, Orchestre symphonique de Bamberg (EMI)
- Richard Strauss : Ariane à Naxos, Staatskapelle de Dresde (EMI)
- Richard Strauss : l'intégrale des poèmes symphoniques et des concertos, Staatskapelle de Dresde (EMI)
- Richard Wagner : Les Maîtres Chanteurs de Nuremberg, Orchestre philharmonique de Berlin
- Richard Wagner : Lohengrin, Orchestre philharmonique de Vienne (EMI)
- Richard Wagner : L'Anneau du Nibelung, Festival de Bayreuth, 1960 (Melodram)
- Carl Maria von Weber : Der Freischütz, Staatskapelle de Dresde (Acanta)

## Écoute
| Dietrich Fischer-Dieskau Berliner Philharmoniker (dir. Rudolf Kempe) (1955) Kindertotenlieder (Gustav Mahler) |
| I. Nun will die Sonn' so hell aufgehn                                                                         |
| |
| II. Nun seh' ich wohl, warum so dunkle Flammen                                                                |
| |
| III. Wenn dein Mütterlein                                                                                     |
| |
| IV. Oft denk' ich, sie sind nur ausgegangen                                                                   |
| |
| V. In diesem Wetter, in diesem Braus                                                                          |
| |